# Pernegg an der Mur
Pernegg an der Mur is een gemeente in de Oostenrijkse deelstaat Stiermarken, en maakt deel uit van het district Bruck-Mürzzuschlag. Pernegg an der Mur telt 2493 inwoners (2022) en ligt aan de Mur, ruim 10 km stroomafwaarts van Bruck an der Mur. Sinds 1844 heeft het een station aan de Südbahn.
Stadsgemeenten:
Bruck an der Mur · Kapfenberg · Kindberg · Mariazell · Mürzzuschlag

Marktgemeenten:
Aflenz · Breitenau am Hochlantsch · Krieglach · Langenwang · Neuberg an der Mürz · Sankt Barbara im Mürztal · Sankt Lorenzen im Mürztal · Sankt Marein im Mürztal · Thörl · Turnau

Overige gemeenten:
Pernegg an der Mur · Spital am Semmering · Stanz im Mürztal  · Tragöß-Sankt Katharein
- Gemeinsame Normdatei: 4527021-1
- Library of Congress Control Number: n2002037662
- Nationale Bibliotheek van Israël: 987007477944505171
- Virtual International Authority File: 147941372
- WorldCat: E39PBJqKbQ3yMyGCxvgFX8C4v3